# Bobby Gould (Eishockeyspieler)
Robert Alexander „Bobby“ Gould (* 2. September 1957 in Petrolia, Ontario) ist ein ehemaliger kanadischer Eishockeyspieler, -trainer und -funktionär, der im Verlauf seiner aktiven Karriere zwischen 1975 und 1991 unter anderem 775 Spiele für die Atlanta Flames, Calgary Flames, Washington Capitals und Boston Bruins in der National Hockey League (NHL) auf der Position des rechten Flügelstürmers bestritten hat. Obwohl Gould den Großteil seiner Laufbahn bei den Washington Capitals verbrachte, feierte er in Diensten der Boston Bruins mit dem Erreichen der Finalserie der Stanley-Cup-Playoffs 1990 seinen größten Karriereerfolg.

## Karriere
Nachdem Gould in der Saison 1974/75 für die Petrolia Jets aus seiner Geburtsstadt Petrolia in der Ontario gespielt hatte, zog es ihn im Sommer 1975 in die Vereinigten Staaten. Entgegen der üblichen Praxis kanadischer Juniorenspieler in einer der Ligen der Canadian Hockey League aufzulaufen, entschied sich der Flügelstürmer, ein Studium an der University of New Hampshire zu verfolgen. Dort spielte er bis 1979 parallel für die Universitätsmannschaft, die Wildcats, in der ECAC Hockey, einer Division im Spielbetrieb der National Collegiate Athletic Association (NCAA). Während der Zeit an der Universität steigerte sich Gould kontinuierlich in seiner Punktausbeute. Bereits im NHL Amateur Draft 1977 war er in der siebten Runde an 118. Stelle von den Atlanta Flames aus der National Hockey League (NHL) sowie im WHA Amateur Draft 1977 in der achten Runde an 70. Position von den Calgary Cowboys aus der zu dieser Zeit mit der NHL konkurrierenden World Hockey Association (WHA) ausgewählt worden. In seinem letzten NCAA-Spieljahr führte er das Team als Mannschaftskapitän aufs Eis und wurde aufgrund seiner Leistungen im Saisonverlauf ins Second All-Star Team der ECAC berufen. Zudem gewannen die Wildcats die Meisterschaft der ECAC.
Unmittelbar nach Beendigung der Collegesaison wechselte Gould noch in der Endphase der Saison 1978/79 in den Profibereich und lief in fünf Partien für die Tulsa Oilers in der Central Hockey League (CHL) auf. In den beiden folgenden Spielzeiten war er für deren Ligakonkurrenten Birmingham Bulls aktiv. Sein NHL-Debüt für die Atlanta Flames feierte er dabei im Januar 1980. Es blieb allerdings die einzige Partie für Atlanta, da die Mannschaft im Juni 1980 ins kanadische Calgary umzog und dort den Spielbetrieb als Calgary Flames fortsetzte. Für Calgary lief er in der Saison 1980/81 dreimal auf, während er neben Einsätzen für Birmingham auch für die Fort Worth Texans in der CHL spielte. Der Wechsel innerhalb der CHL war aufgrund der Auflösung der Birmingham Bulls im laufenden Spielbetrieb zustande gekommen. Erst zum Beginn des Spieljahres 1981/82 gelang es dem Stürmer sich in Calgarys NHL-Kader zu etablieren, und er erzielte bei seinem zweiten Saisoneinsatz einen Hattrick. Die drei Tore sollten allerdings die einzigen Scorerpunkte in den 16 Spielen bis Ende November 1981 sein. Daraufhin wurde Gould gemeinsam mit Randy Holt zu den Washington Capitals transferiert. Die Capitals schickten im Gegenzug Pat Ribble und ein Zweitrunden-Wahlrecht im NHL Entry Draft 1983 in die spätere Olympiastadt.
In der US-amerikanischen Landeshauptstadt fand der Kanadier für fast acht Jahre eine sportliche Heimat. Er entwickelte sich schnell zu einem Leistungsträger, der in seiner Rolle als Defensivstürmer stets für 30 bis 40 Punkte pro Saison gut war. Sein bestes Jahr absolvierte er dabei an Punkten gemessen in der Spielzeit 1986/87, als er an 50 Toren direkt beteiligt war. Im selben Jahr belegte er in der Wertung um die Frank J. Selke Memorial Trophy den dritten Rang; selbiges war ihm bereits in der Saison 1982/83 gelungen. Goulds erfolgreiche Zeit in Washington kam im September 1989 zum Ende, als er im Tausch für Alain Côté zu den Boston Bruins transferiert wurde. Mit dem Original-Six-Franchise verbrachte der Offensivspieler seine letzte Saison in der NHL, erreichte mit der Mannschaft im Verlauf der Stanley-Cup-Playoffs 1990 aber die Finalserie um den Stanley Cup, die gegen die Edmonton Oilers mit 2:4 verloren ging.
Vor der Saison 1990/91 wurde Gould zu Bostons Farmteam Maine Mariners in die American Hockey League (AHL) geschickt. Dort verbrachte er die Spielzeit in Personalunion als Spieler und Assistenztrainer unter Cheftrainer Rick Bowness, ehe er im Sommer 1991 im Alter von 33 Jahren seine Karriere als Aktiver endgültig beendete und auch das Traineramt niederlegte. Zwischen 1997 und 1999 wurde er noch einmal als Assistenztrainer und zugleich Assistenz-General-Manager bei den Sarnia Sting in der Ontario Hockey League (OHL) unter Cheftrainer Mark Hunter, der ebenfalls in Petrolia geboren wurde, tätig.

## Erfolge und Auszeichnungen
- 1979 Whitelaw-Cup-Gewinn mit der University of New Hampshire
- 1979 ECAC Second All-Star Team

## Karrierestatistik
(Legende zur Spielerstatistik: Sp oder GP = absolvierte Spiele; T oder G = erzielte Tore; V oder A = erzielte Assists; Pkt oder Pts = erzielte Scorerpunkte; SM oder PIM = erhaltene Strafminuten; +/− = Plus/Minus-Bilanz; PP = erzielte Überzahltore; SH = erzielte Unterzahltore; GW = erzielte Siegtore; 1 Play-downs/Relegation; Kursiv: Statistik nicht vollständig)